# Kudsi Erguner
Kudsi Erguner (Diyarbakır, Turchia, 4 febbraio 1952) è oggi ritenuto fra i più importanti solisti al mondo di flauto ney turco(distinguibile da altri Flauti di "tipo" Ney, o Nay di area mediterranea, anche per  una sua peculiare  imboccatura detta Başpare, caratterizzante la grande delicatezza e ricchezza della voce di questo Ney turco), strumento di canna, di tradizione millenaria, celebre in tutto il mondo islamico, utilizzato, nell'ambito del sufismo, anche nelle cerimonie della confraternita dei dervisci mevlevi.
È direttore dell'istituto Mevlana di Parigi, dove vive dal 1968. Numerosi i suoi cd pubblicati per case discografiche europee. Tiene stage internazionali, in Francia, Turchia, Spagna e Italia. Fra le sue collaborazioni, si ricordano quelle con Peter Gabriel, Maurice Béjart e con il regista Peter Brook.